# Taylor J-2
Le Taylor J-2 Cub — plus tard également connu sous la désignation de Piper J-2 Cub — était un avion biplace léger de loisirs américain, conçu et produit par la Taylor Aircraft Company (en). La compagnie devint par la suite la Piper Aircraft Company, et le J-2 fut le premier d'une longue série de concepts dérivés désignés Piper Cub.

## Conception et développement

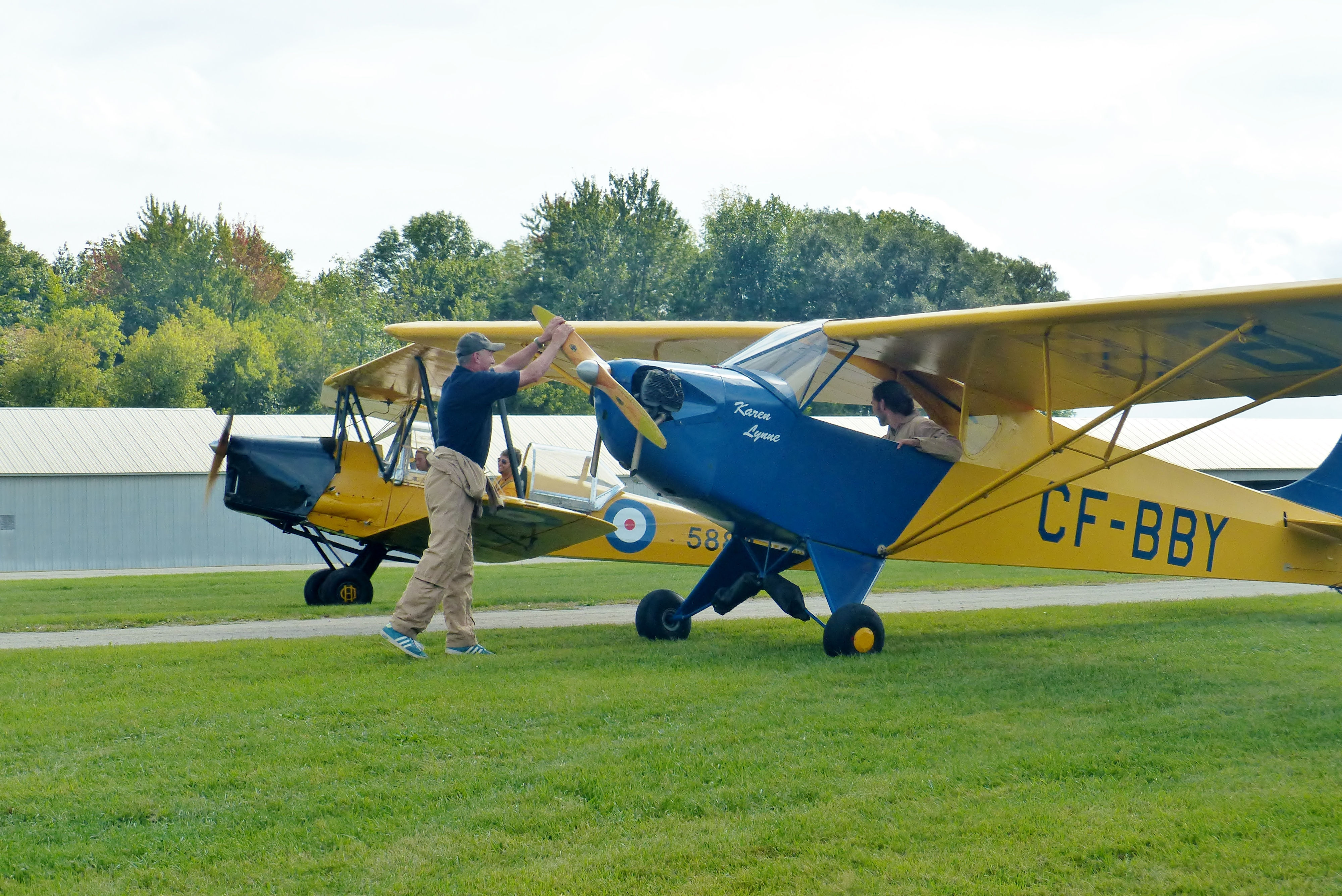
Un J-2 de 1936 à Guelph Airpark, au Canada, en 2016.

Le J-2 Cub était un développement du concept précédent Taylor Cub. En 1935, la compagnie Taylor Aircraft décida d'améliorer sa gamme d'avions Cub, aux formes anguleuses et austères, et ne disposant initialement que d'une cabine non vitrée.
Le nouveau J-2 possédait des extrémités d'ailes arrondies, ainsi qu'une dérive et une profondeur également « arrondies » et disposant d'une structure recouverte de toile indépendante de la structure du fuselage. La cabine était fermée et le train d'atterrissage était doté de pneumatiques Goodyear airwheel plus larges, un nouveau type de roues à usage aéronautique gonflées à basse pression et inventées par Alvin Musselmann ((en) Brevet U.S. 1877360) en 1929, qui ressemblaient globalement en taille et proportions aux « tundra tires (en) » utilisés plus tard sur de nombreux avions légers. Propulsé par un moteur à 4 cylindres à plat Continental A-40-3 (en) de 37 ch (27,21 kW), l'avion apparut pour la première fois en octobre 1935 et obtint un certificat de type le 14 février 1936. À partir du mois de septembre 1936, le moteur fut remplacé par un Continental A-40-4 de 40 ch (29,42 kW). Une sous-version fut produite, la J-2S, qui était dotée de flotteurs.
En 1935, C. G. Taylor quitta la compagnie pour créer un autre constructeur aéronautique, qui devint Taylorcraft (en). William T. Piper (en) acheta les parts de Taylor dans la compagnie. En 1936 et 1937, certains exemplaires de l'avion furent assemblés par Aircraft Associates, en Californie, et furent connus sous le nom de « Western Cub ».
En 1937, l'usine originale de Piper, un moulin à soie rénové à Bradford, en Pennsylvanie, fut détruite par un incendie et la compagnie déménagea vers Lock Haven, toujours en Pennsylvanie,. La production redémarra en mai 1937, et la compagnie fut renommée « Piper Aircraft Corporation » en 1937.

## Production et histoire opérationnelle

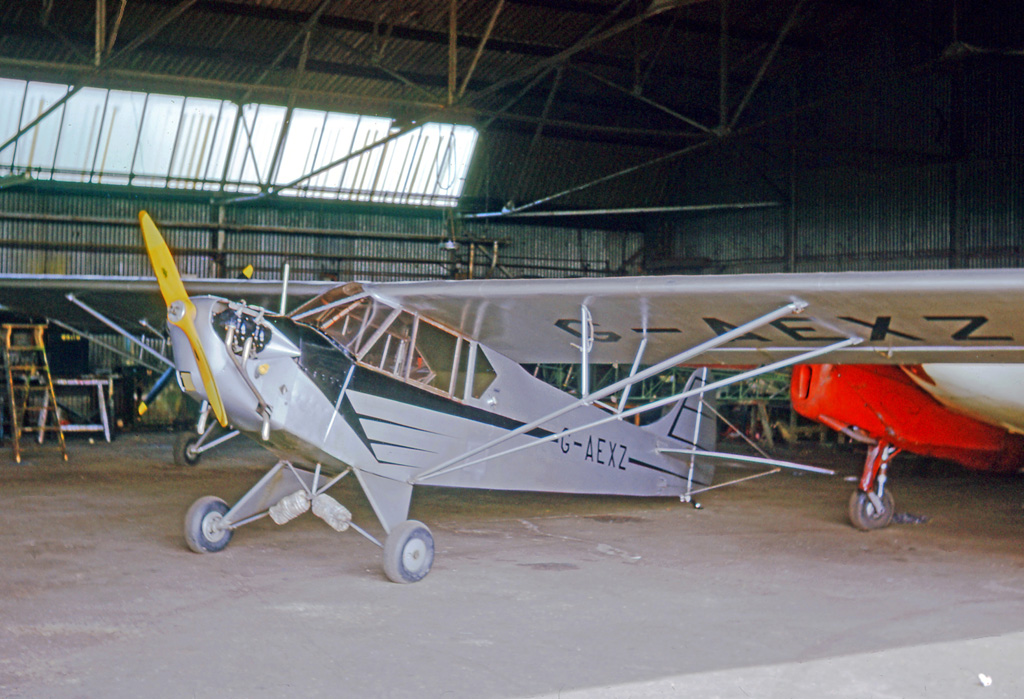
Un J-2 de 1938 dans un hangar d'Oaks airfield, en Angleterre, en 1965.

Le dernier des 1 207 exemplaires produits du J-2 fut assemblé en 1938, lorsque démarra la production du Piper J-3. De nombreux exemplaires furent exportés vers l'Europe, notamment au Royaume-Uni. L'avion était essentiellement utilisé par des pilotes privés.
Plus de 100 Taylor et Piper J-2 étaient encore inscrits au registre de l'Aviation civile américaine, en 2009.

## Versions
- J-2 : Version de série, conçue et produite par Taylorcraft, puis Piper Aircraft ;
- Dudek V-1 Sportplane : Avion en kit à aile basse basé sur le J-2.

### Spécifications techniques (J-2Cub)
Données de Specifications of American Airplanes.
Caractéristiques générales
- Équipage : 2 membres
- Longueur : 6,83 m
- Envergure : 10,73 m
- Hauteur : 2,03 m
- Surface alaire : 16,58 m2
- Masse à vide : 255 kg
- Masse typique : 440 kg
- Moteur : 1   moteur à pistons à 4 cylindres à plat refroidis par air Continental A-40-3 (en) de 37 ch (28 kW)
- Capacité en carburant : 34 litres

 Performances 
- Vitesse maximale : 140 km/h
- Vitesse de croisière : 113 km/h
- Distance franchissable : 338 km
- Plafond : 3 700 m
- Vitesse ascensionnelle : 138 m/min
- Charge alaire : 15,38 kg/m2
- Rapport poids-puissance : 6,9 kg/ch